# 吉姆福克鎮區 (阿肯色州錫巴斯琴縣)
吉姆福克鎮區（英語：Jim Fork Township）是位於美國阿肯色州錫巴斯琴縣的一個行政鎮區。

## 地方資料
吉姆福克鎮區的面積為41.35平方千米，當中陸地面積為40.61平方千米，而水域面積為0.74平方千米。根據2010年美國人口普查的數據，當地共有人口1000人，而人口密度為每平方千米24.18人。